# Tarsilla Ana Osti
Tarsilla Ana Osti (Pula, 6. prosinca 1905. – Rim, 26. prosinca 1958.) je Službenica Božja, redovnica Minisionarskih sestara Presvetoga Srca Isusova i Marijina i mističarka. Papa Benedikt XVI. priznao joj je 2008. junačke kreposti i odobrio daljnju beatifikaciju. Prva je žena iz Istre za koju se vodi kanonski postupak.
Rođena je u krojačkoj obitelji u Puli 1905., oca Petra Host-Ivešića i majke Marije Maraspin te sedmero djece. Krštena je sa šest mjeseci imenom Ana. Tijekom Prvoga svjetskog rata, od 1915. do 1918. obitelj je nakon evakuacije grada boravila u logoru u Mađarskoj. Osjetivši želju za redovničkim pozivom, župljanka ju je poslala sestrama Presvetih Srdaca na Kaštelu, koje su u Pulu stigle 1893. U 28. godini obukla je redovnički habit i uzela ime Tarsilla.
Radila je kao medicinska sestra u Mornaričkoj bolnici u Puli, često noćnu smjenu. Noću se povlačila u bolničku kapelicu i često molila. Oko bokova je uvijek nosila cilicij. Vodila je i osobni dnevnik, u koji je zapisivala viđenja i pratila svoj duhovni život. Odlaskom u Italiju, upravljala je bolnicom u Piemontu kraj Caserte. U 61. godini pala je na stubištu i od tada je živjela u invalidskim kolicima, trpeći jake bolove. Neko se vrijeme liječila u Napulju pa se vratila u matičnu kuću Družbe u Rimu, gdje je i umrla 1958. u 33. godini redovništva.